# Hospitalia flavolineata
Hospitalia flavolineata là một loài bướm đêm trong họ Geometridae.